# Bunia
Bunia a Kongói Demokratikus Köztársaság Ituri tartományának tartományi fővárosa (korábban az Orientale tartomány Ituri körzetének központja). A város az Albert-tótól 30 km-re nyugatra, 1275 m-es tengerszint feletti magasságon fekszik. A várostól 25 km-re nyugatra terül el Ituri-esőerdő.
A város a lendu és a hema népcsoport közötti Ituri-konfliktus központjában fekszik. A második kongói háború során a város és környéke számos összecsapásnak volt a helyszíne; a konfliktusnak és az ebből eredő, a helyi milíciák és az ugandai támaszpontú erők közötti fegyveres összecsapásoknak sok polgári áldozata is volt. Ennek következményeképpen a városban van az Afrikában állomásozó ENSZ békefenntartó csapatok (MONUC) egyik legnagyobb állomáshelye és főhadiszállása. A környék természeti erőforrásai között az arany is megtalálható, a harcok az aranybányák birtoklásáért is folytak.

## Közlekedés

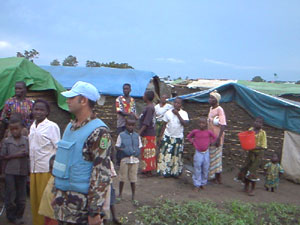
Buniai kitelepítettek 2004-ben

A Kongói Demokratikus Köztársaság északkeleti részét a nyugatra fekvő Kisanganival és a délre fekvő  Butembo és Goma városokkal összekötő legfontosabb burkolatlan főutak a városon haladnak át. Az utak a karbantartás hiánya miatt, különösen a gyakori esőzések után, gyakorlatilag járhatatlanok. Az Egyesült Nemzetek Szervezete, a kormányzat, a segélyszervezetek és a bányászati vállalkozások a Bunia Airport (IATA:BUX, ICAO:FZKA) 1,9 km-es aszfaltozott kifutójú repülőterén keresztül jutnak el a környékre.
Bunia csak mindössze 40 km-re fekszik az Albert-tavon át húzódó ugandai határtól, de nincs közúti kapcsolata a Nagy-hasadékvölgy árkán keresztül a legközelebbi ugandai városokkal, Toróval és Fort Portallal. A városból egy földút vezet északkeleti irányban a tótól északra fekvő Arua és Gulu ugandai városokba. Mielőtt a háború járhatatlanná tette az utat, ez az út volt a Kongói Demokratikus Köztársaság és Uganda közti legfontosabb kereskedelmi útvonal. Ez az út kötötte össze az országot a szudáni Juba várossal is; Bunia fontos kereskedőváros volt, mind a helyi, mind a nemzetközi kereskedelem számára.
Buniát a félúton fekvő Bogorón keresztül egy 60 km-es földút köti össze az Albert-tó partján fekvő Kisenye kikötőjével. A látványos és veszélyes út 600 métert ereszkedik a Nagy-hasadékvölgy meredek nyugati oldalán. Kisenye kikötőjén keresztül elérhető a tó északi végén fekvő Mahagi, a tó ugandai oldalán fekvő Butiaba valamint az Albert-Nílus partján fekvő Pakwach.

## Földrajzi jellemzők
A Hoyo-hegység a várostól 35 km-re délnyugatra fekszik. A Shari-folyó a város északnyugati irányban fekvő külső kerületein folyik keresztül. Az Ituri-folyó (Aruwimi-folyó) Buniától 35 km-re nyugatra fekszik. A Shari és az Ituri a várostól 45 km-re dél-délnyugati irányban folyik össze.
Bár a város az egyenlítőtől 170 km-re északra fekszik, a BBC televízió „Egyenlítő” címmel készített itt dokumentumfilmet 2006-ban. A helyszínválasztás oka az volt, hogy a Kongói Demokratikus Köztársaság keleti részén ez volt az egyetlen hely, ahol a jelentős ENSZ békefenntartó jelenlét garantálni tudta a televíziós stáb biztonságát.